# Johan Stein

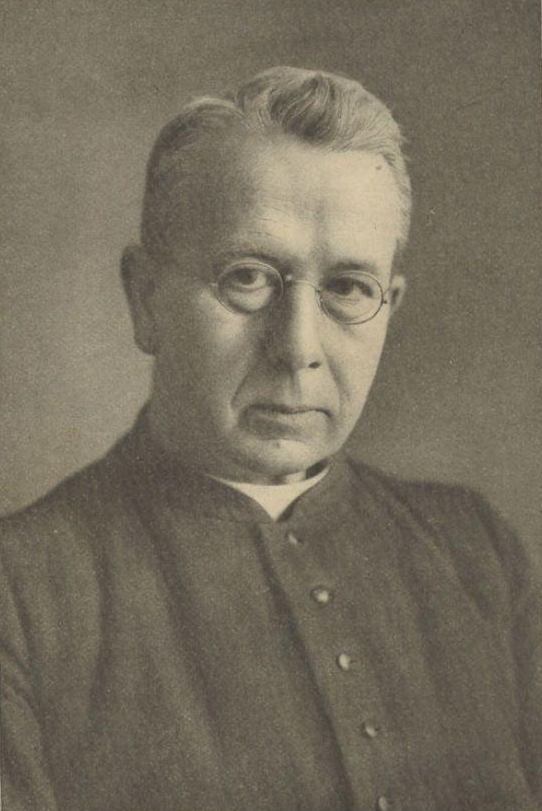
Johan Stein, c. 1930

Johan Willem Jakob Antoon Stein (Grave, 27 februari 1871 - Rome, 27 december 1951) was een jezuïet en astronoom.
Hij studeerde in Leiden en promoveerde in 1901 bij H.G. van de Sande Bakhuyzen. De titel van zijn proefschrift was Beobachtungen zur Bestimmung der Breitenvariation in Leiden nach der Horrebow-Methode angestellt von Juni 1899 bis Juli 1900.
Hij was van 1930 tot zijn dood directeur van de Vaticaanse Sterrenwacht en was correspondent van de Koninklijke Nederlandse Academie van Wetenschappen.
In zijn geboorteplaats Grave is de Pater Johan Steinstraat naar hem vernoemd. Aan de achterkant van de maan is de maankrater Stein.